# Marta (cầu thủ bóng đá)
Marta Vieira da Silva (sinh ngày 19 tháng 2 năm 1986), thường được gọi là Marta, là cầu thủ nữ bóng đá người Brasil hiện đang chơi ở vị trí tiền đạo cho câu lạc bộ Orlando Pride ở giải National Women's Soccer League của Hoa Kỳ và đội tuyển quốc gia Brasil. Cô hiện giữ kỉ lục ghi nhiều bàn thắng nhất tại các kỳ World Cup nữ với 15 bàn, vượt qua kỷ lục 14 bàn trước đó của Birgit Prinz.
Marta được coi là một trong những cầu thủ bóng đá nữ xuất sắc nhất thế giới từ trước tới nay, và được chính vua bóng đá Pelé đặt cho biệt danh Pele mặc váy. Cô là chủ nhân của giải Cầu thủ xuất sắc nhất năm của FIFA 5 lần liên tiếp từ 2006 tới 2010. Cô cùng đội tuyển Brasil giành huy chương bạc Thế vận hội Mùa hè 2004 và 2008. Cô cũng giành giải Quả bóng vàng tại Giải vô địch bóng đá nữ U-19 thế giới 2004, cũng như giành các danh hiệu Cầu thủ xuất sắc nhất và Vua phá lưới tại Giải vô địch bóng đá nữ thế giới 2007 sau khi đưa đội tuyển Brasil vào đến trận chung kết.
Vào tháng 1 năm 2013 cô trở thành là một trong sáu đại sứ của Giải vô địch bóng đá thế giới 2014 diễn ra ở Brasil, cũng với Amarildo, Bebeto, Carlos Alberto Torres, Ronaldo và Mário Zagallo.

## Sự nghiệp câu lạc bộ

### Quãng thời gian ở Brasil
Marta được nữ huấn luyện viên Brasil là Helena Pacheco phát hiện khi cô 14 tuổi. Marta sau đó chơi bóng và tập luyện ở các cơ sở của câu lạc bộ nổi tiếng của bang Rio de Janeiro, Vasco da Gama, trong hai năm cho tới khi câu lạc bộ này ngừng tổ chức đội bóng đá nữ chuyên nghiệp vào năm 2001. Vào năm 2002 cô chơi cho một đội bóng nhỏ ở Minas Gerais.

### Umeå IK
Marta gia nhập Umeå IK trước thềm mùa giải 2004, mùa giải mà đội bóng này vào tới chung kết UEFA Women's Cup và giành chiến thắng với tổng tỉ số 8–0 trước 1. FFC Frankfurt bằng ba bàn của Marta trong hai lượt đấu. Tại giải vô địch quốc gia, họ vẫn phải về nhì dù nhiều hơn mặc dù ghi tới 106 bàn, nhiều hơn 32 bàn so với đội vô địch là Djurgården, nhưng thua đúng một điểm. Marta ghi 22 bàn tại giải vô địch, cũng như ghi bàn thắng duy nhất của Umeå trong thua 1–2 trước Djurgården ở chung kết.
Mùa giải thứ hai của cô (2005) kết thúc với 21 bàn thắng và danh hiệu vô địch quốc gia mà không để thua một trận nào cùng Umeå. Tuy nhiên Umeå một lần nữa bị Djurgården vượt qua 3–1 trong trận chung kết cúp quốc gia.
Vào năm 2006, Umeå tiếp tục bất bại lên ngôi, trong khi Marta, giống như năm trước, vẫn là vua phá lưới với 21 bàn. Tại UEFA Women's Cup, Umeå chiến thắng với tổng kết quả 11–1 trước đại diện của Na Uy là Kolbotn FK, trong đó Marta hai lần làm tung mành lưới đội bạn ở cả hai lượt trận. Tuy vậy họ lần thứ ba lỗi hẹn với chức vô địch cúp quốc gia Thụy Điển khi thua 3–2 trước Linköpings FC.
Mùa giải 2007 là một mùa giải thành công của Umeå khi họ giành chức vô địch quốc gia (nhiều hơn đội về nhì Djurgården 9 điểm), và giành cúp quốc gia sau khi đánh bại AIK 4–3 trong trận đấu mà Marta ghi một cú hat-trick. Marta còn ghi 25 bàn tại Damallsvenskan, chỉ kém một bàn so với vua phá lưới năm đó là Lotta Schelin. Tại UEFA Women's Cup họ vào tới chung kết nhưng thua với tổng tỉ số 1–0 trước Arsenal.
Mùa giải 2008 chững kiến Umeå và Marta giành thêm một chức vô địch Thụy Điển. Sau khi mùa giải kết thúc, các đồn đoán về tương lai của Marta bắt đầu dấy lên và chỉ vài tháng sau, trong lễ trao giải Cầu thủ xuất sắc nhất năm của FIFA vào tháng 1 năm 2009, Marta thông báo sẽ đầu quân cho Los Angeles Sol của Hoa Kỳ trong ba năm.

### Los Angeles Sol
Marta là vua phá lưới WPS 2009 với mười bàn thắng và 3 đường chuyền thành bàn. The Sol là nhà vô địch của giải chính và lọt vào trận chung kết WPS Championship, để thua 1–0 trước Sky Blue FC.

### Santos
Trong quãng nghỉ hết mùa với Los Angeles Sol, cô ký hợp đồng mượn ba tháng với Santos để thi đấu ở Copa Libertadores và Copa do Brasil, giúp đội giành chiến thắng ở cả hai giải đấu này với thành tích ghi một bàn trong trận chung kết Libertadores và hai bàn trong trận chung kết Copa do Brasil.

### FC Gold Pride

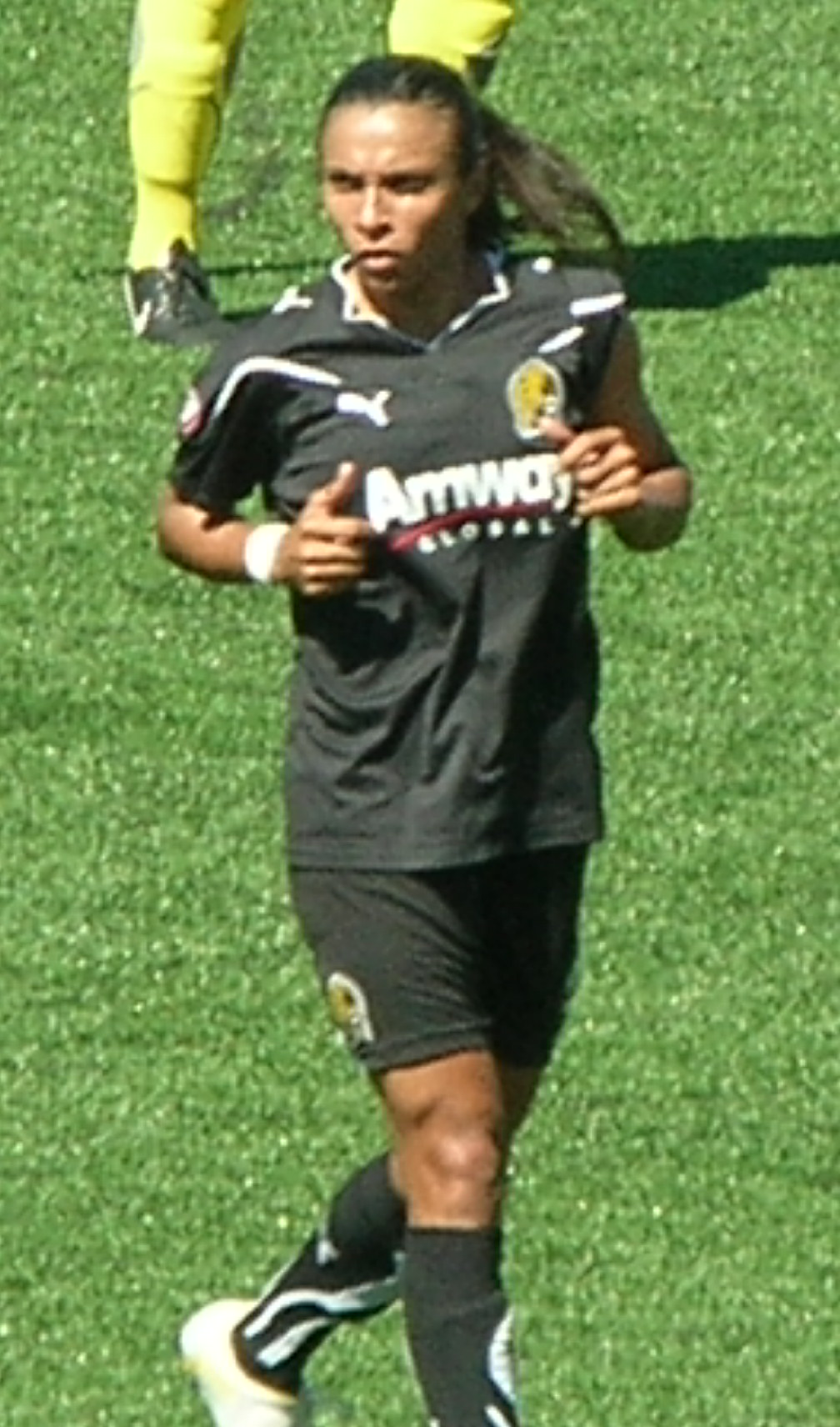
Marta tại WPS Championship 2010

Tháng 1 năm 2010, Sol giải thể nên Marta và các đồng đội có tên trong đợt tuyển quân của giải WPS. Marta sau đó được FC Gold Pride chọn ngay trong lần chọn đầu tiên. Cô xuất hiện trong tất cả 24 trận của Pride và ghi 19 bàn, qua đó nhận giải thưởng WPS MVP (Cầu thủ xuất sắc nhất) và WPS Golden Boot (Vua phá lưới) năm thứ hai liên tiếp.
Pride cũng là nhà vô địch của giải WPS chính và chiến thắng trong trận tranh ngôi vô địch WPS Championship với Philadelphia Independence. Trong trận đấu này Marta có hai pha kiến tạo thành bàn và nhận danh hiệu MVP. Cô trở thành cầu thủ tự do sau khi Gold Pride giải thể vào ngày 17/11/2010.

### Trở lại Santos
Tháng 12, 2010 Marta trở lại Santos để thi đấu ở Copa Libertadores và Copa do Brasil.

### Western New York Flash
Vào ngày 25/1/2011, Marta gia nhập câu lạc bộ thứ ba của giải WPS trong ba năm là Western New York Flash, đội bóng sẽ nắm hợp đồng năm thứ ba của cô ở Gold Pride. Đầu mùa giải Marta giúp Flash khởi đầu ấn tượng bằng 2 bàn thắng và 4 đường kiến tạo. Cô tiếp tục đưa đội bóng tới chúc vô địch Regular Season, có được bàn thắng thứ 10 trong mùa giải trong chiến thắng 2–0 trước Atlanta Beat và giành giải PUMA Golden Boot cho cầu thủ ghi nhiều bàn thắng nhất giải.

### Tyresö FF

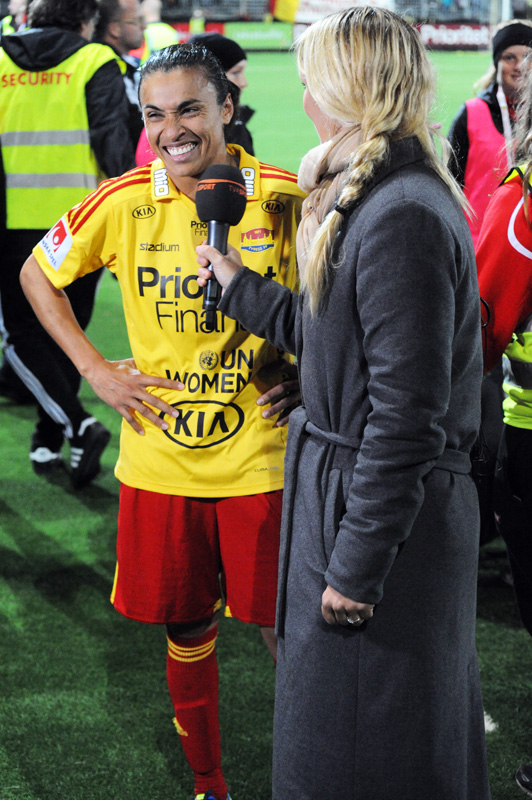
Marta được Anna Brolin của kênh TV4 phỏng vấn vào năm 2013

Do WPS hủy bỏ mùa giải 2012, Marta quyết định trở lại Thụy Điển. Vào ngày 22/2/2012 cô ký hợp đồng hai năm với Tyresö FF. Mức lương cô nhận được trong một mùa là khoảng 400.000 đôla và được các nhà tài trợ của câu lạc bộ chi trả. Tyresö lần đầu tiên giành chức vô địch Damallsvenskan vào năm 2012 còn Marta có chức vô địch quốc gia thứ năm.
Marta ghi hai bàn trong trận thua 4–3 của Tyresö trước Wolfsburg tại chung kết UEFA Women's Champions League 2014. Tuy nhiên Tyresö sau đó bị suy sụp về tài chính vào năm 2014 và rút lui khỏi Damallsvenskan 2014, buộc phải xóa bỏ mọi kết quả trong mùa giải và các cầu thủ trong đội trở thành cầu thủ tự do.

### Rosengård
Vào tháng 7 năm 2014 cô ký hợp đồng có thời hạn sáu tháng với điều khoản gia hạn một năm với FC Rosengård của Thụy Điển.

## Sự nghiệp quốc tế
Vào ngày 26 tháng 7 năm 2007, Marta và đội tuyển nữ Brasil đánh bại đội tuyển U-20 Hoa Kỳ để giành chức vô địch Đại hội Thể thao Liên châu Mỹ trên sân Maracanã trước sự chứng kiến của 68.000 người. Cô được người hâm mộ Brasil gọi là "Pelé de saias" (tạm dịch: "Pelé mặc váy"). Chính Pelé cũng đồng ý với sự ví von này. Marta cũng nói rằng ông cũng đã gọi điện cho cô để chúc mừng chiến thắng và cô cực kỳ hạnh phúc khi biết một cầu thủ vĩ đại như vậy theo dõi trận đấu của đội.

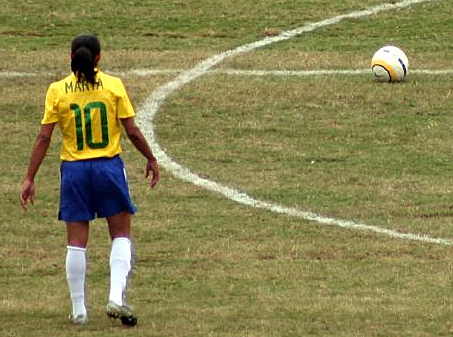
Marta mặc chiếc áo số 10

Marta cùng Brasil dự Giải vô địch bóng đá nữ thế giới 2007, vượt qua vòng bảng với ba trận toàn thắng, trong đó Marta có bốn bàn cho riêng mình. Tại tứ kết Brasil thắng 3–2 trước Úc trong đó có bàn thắng từ chấm phạt đền của Marta. Tại bán kết Marta ghi hai bàn giúp Brasil thắng 4–0 trước Hoa Kỳ — trong đó bàn thứ hai thể hiện kỹ thuật tuyệt vời của cố. Tuy vậy Brasil để thua 2–0 trước Đức ở trận chung kết. Marta thậm chí còn bỏ lỡ quả phạt đền ở giữa hiệp hai để cân bằng tỉ số trận đấu. Niềm an ủi của cô là danh hiệu Quả bóng vàng và Chiếc giày vàng (nhờ thành tích 7 bàn) của World Cup nữ 2007.
Marta cũng thi đấu tại Thế vận hội Mùa hè 2008 và giành được huy chương bạc sau khi để thua một bàn trước Hoa Kỳ.
Tại Giải vô địch bóng đá nữ thế giới 2011 Brasil bị Hoa Kỳ loại ngay từ tứ kết. Với bốn bàn và hai kiến tạo tại giải này, cô đã có tổng cộng 14 bàn thắng tại các kỳ World Cup, san bằng thành tích của Birgit Prinz của Đức, đồng thời nhận danh hiệu Chiếc giày bạc của giải.
Cô chính thức trở thành vua phá lưới World Cup nữ mọi thời đại vào năm 2015 sau bàn thắng trong chiến thắng trận mở màn World Cup tại Canada của Brasil trước Hàn Quốc.

## Thống kê sự nghiệp

### Câu lạc bộ
Thống kê tính từ năm 2009.
Tính đến 11 tháng 5 năm 2019.
| Câu lạc bộ             | Mùa giải | Giải quốc gia | Giải quốc gia | Cúp quốc gia | Cúp quốc gia | Cúp châu lục | Cúp châu lục | Tổng | Tổng |
| Câu lạc bộ             | Mùa giải | Trận          | Bàn           | Trận         | Bàn          | Trận         | Bàn          | Trận | Bàn  |
| ---------------------- | -------- | ------------- | ------------- | ------------ | ------------ | ------------ | ------------ | ---- | ---- |
| Los Angeles Sol        | 2009     | 20            | 10            | -            | -            | -            | -            | 20   | 10   |
| Santos FC              | 2009     | -             | -             | 7            | 18           | 6            | 7            | 13   | 25   |
| FC Gold Pride          | 2010     | 25            | 20            | -            | -            | -            | -            | 25   | 20   |
| Santos FC              | 2011     | -             | -             | -            | -            | 4            | 2            | 4    | 2    |
| Western New York Flash | 2011     | 15            | 10            | -            | -            | -            | -            | 15   | 10   |
| Tyresö FF              | 2012     | 21            | 12            | 4            | 4            | -            | -            | 25   | 16   |
| Tyresö FF              | 2013     | 15            | 12            | 1            | 1            | 4            | 1            | 20   | 14   |
| Tyresö FF              | 2014     | 2             | 3             | 1            | 1            | 8            | 7            | 11   | 11   |
| FC Rosengård           | 2014     | 9             | 5             | 5            | 2            | 6            | 4            | 20   | 11   |
| FC Rosengård           | 2015     | 21            | 8             | 1            | 1            | 6            | 4            | 28   | 13   |
| FC Rosengård           | 2016     | 11            | 9             | 3            | 3            | 6            | 5            | 20   | 17   |
| Orlando Pride          | 2017     | 24            | 13            | –            | –            | –            | –            | 24   | 13   |
| Orlando Pride          | 2018     | 17            | 4             | –            | –            | –            | –            | 17   | 4    |
| Orlando Pride          | 2019     | 6             | 0             | –            | –            | –            | –            | 6    | 0    |
| Tổng                   | Tổng     | 194           | 110           | 27           | 31           | 36           | 25           | 257  | 166  |

## Danh hiệu

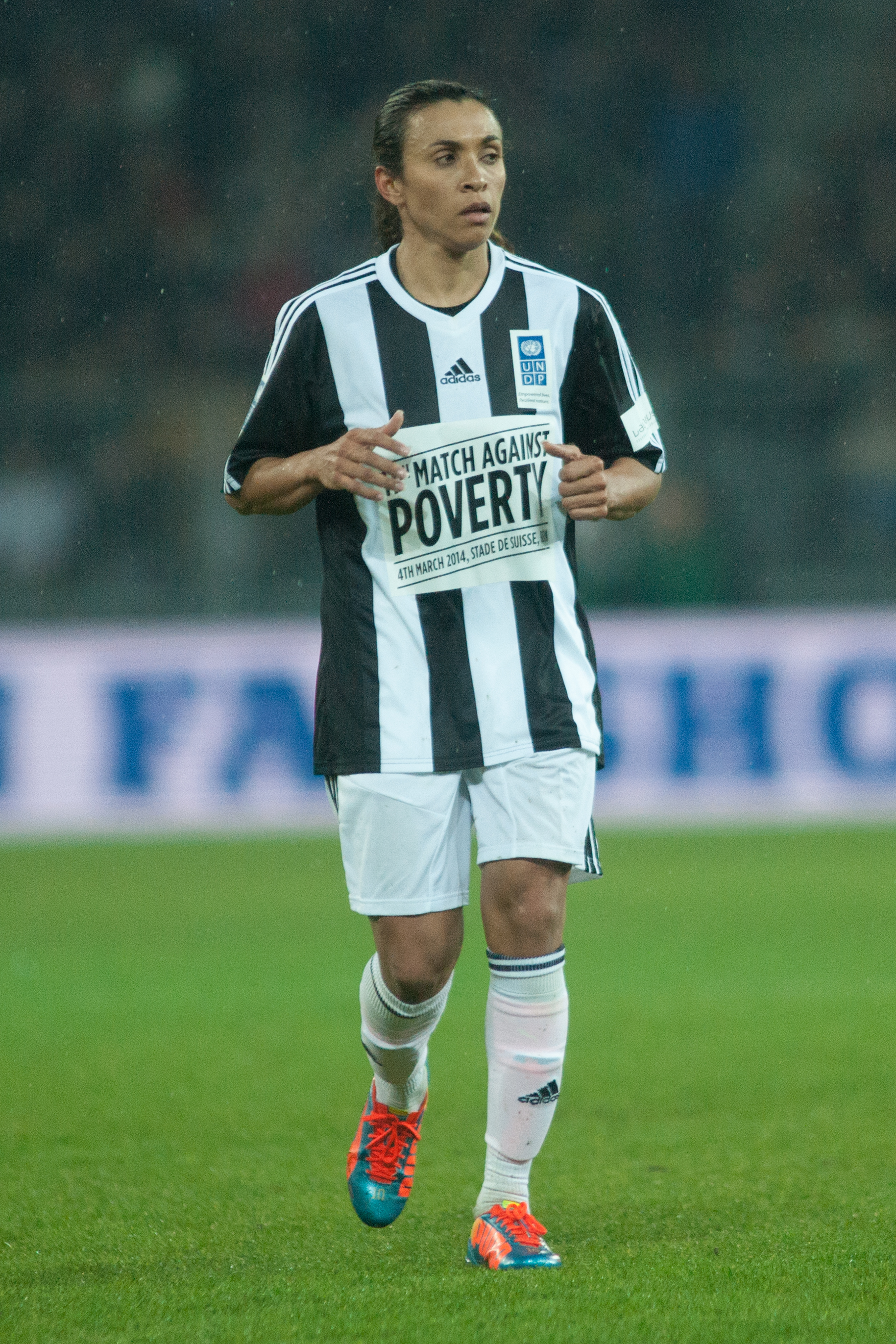
Marta trong Trận đấu chống đói nghèo năm 2014 tại Bern, Thụy Sĩ

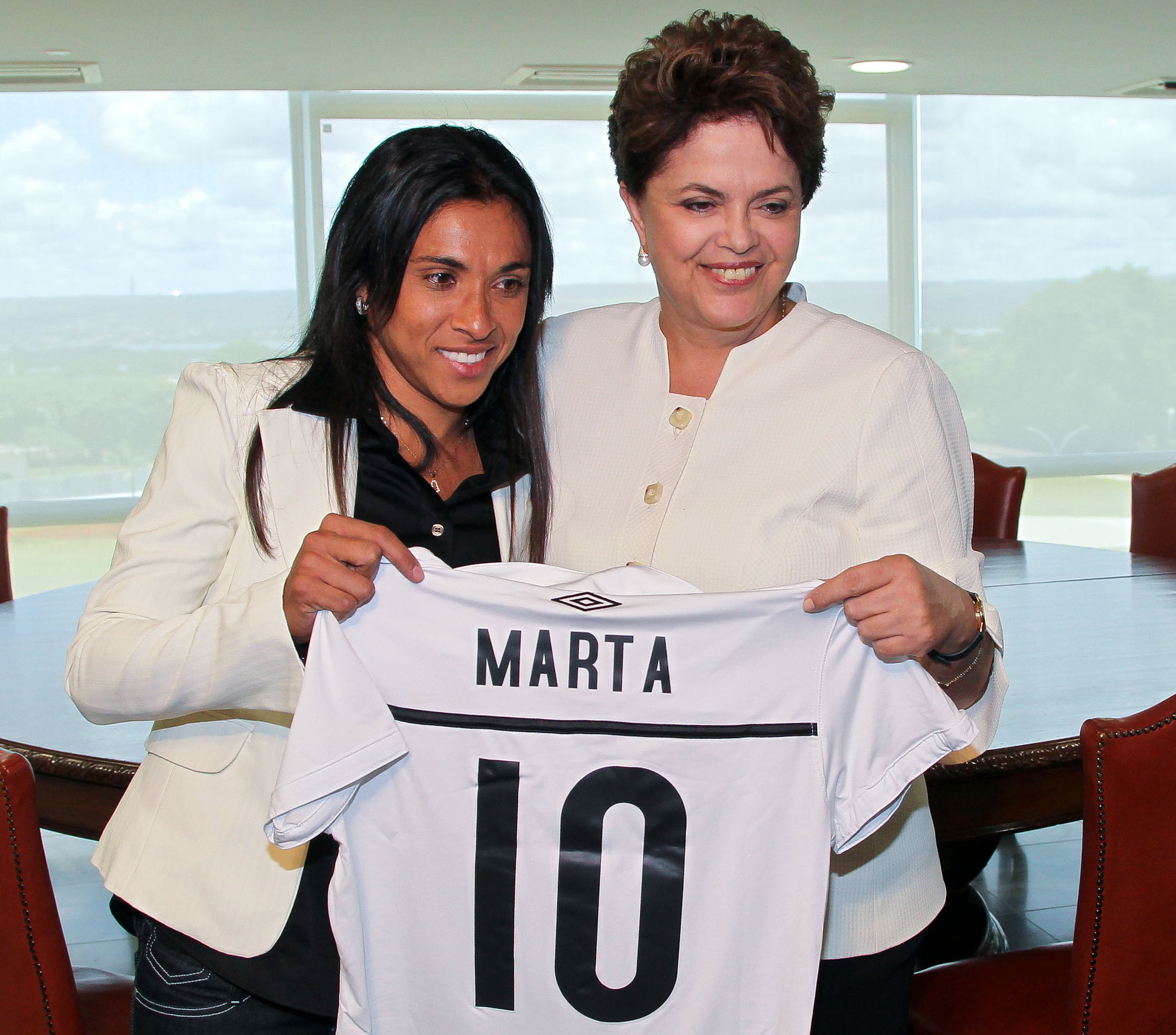
Marta và Dilma Rousseff vào năm 2011

### Câu lạc bộ
Umeå IK
- Damallsvenskan: 2005, 2006, 2007, 2008
- Svenska Cupen: 2007
- UEFA Women's Cup: 2003–04

Santos
- Copa Libertadores de Fútbol Femenino: 2009
- Copa do Brasil de Futebol Feminino: 2009

FC Gold Pride
- WPS Championship: 2010

Western New York Flash
- WPS Championship: 2011

Tyresö FF
- Damallsvenskan: 2012

FC Rosengård
- Damallsvenskan: 2014

### Đội tuyển quốc gia
- Đại hội Thể thao Liên châu Mỹ: 2003, 2007
- Giải vô địch bóng đá nữ Nam Mỹ: 2003, 2010

### Cá nhân
- Cầu thủ xuất sắc nhất năm của FIFA (5): 2006, 2007, 2008, 2009, 2010
- Quả bóng vàng Copa Libertadores de Fútbol Femenino (1): 2009
- Vua phá lưới Damallsvenskan (3): 2004, 2005, 2008[36]
- Tiền đạo xuất sắc nhất năm của Damallsvenskan (2): 2007, 2008
- Quả bóng vàng Giải vô địch bóng đá nữ U-20 thế giới (1): 2004
- Quả bóng vàng Giải vô địch bóng đá nữ thế giới (1): 2007
- Chiếc giày vàng Giải vô địch bóng đá nữ thế giới (1): 2007
- Cầu thủ xuất sắc nhất năm của Women's Professional Soccer (2): 2009, 2010
- Chiếc giày vàng Women's Professional Soccer (3): 2009, 2010, 2011
- Cầu thủ xuất sắc nhất WPS Championship (1): 2010
- Vua phá lưới Giải vô địch bóng đá nữ Nam Mỹ: 2010
- Top 20 nữ vận động viên của thập kỷ (2000–2009) của Sports Illustrated (#7)[37]

## Đời tư
Marta là con của ông bà Aldário và Tereza, có ba anh chị em là José, Valdir, và Angela. Vào ngày 11/10/2010, Marta được chọn là Đại sứ Thiện chí của Liên Hợp Quốc. Marta thành thạo tiếng Bồ Đào Nha, tiếng Thụy Điển, và tiếng Anh. Cô là một tín đồ Ki tô giáo và nói rằng Thiên Chúa là điều rất quan trọng đối với cô dù cô không thường xuyên đi lễ nhà thờ.